# Basarab IV Țepeluș cel Tânăr
Basarab IV Țepeluș cel Tânăr (Valacchia, prima del 1458 – Glogova, 13 giugno 1482) fu voivoda (principe) di Valacchia nel 1477-1481 e nel biennio 1481-1482. È stato chiamato "cel Tânăr" ("il Giovane"), per distinguerlo dallo zio cui strappò il trono nel 1477: Basarab III "cel Bătrân" ("il Vecchio").

## Biografia
Figlio di Basarab II di Valacchia, Basarab Țepeluș cel Tânăr strappò nel 1477 il trono di Valacchia allo zio Basarab III Laiotă cel Bătrân. Nel 1479, Ali Kodsha Bey costrinse il valacco a schierarsi al fianco dell'Impero ottomano nella Battaglia di Kenyérmezei ove però i turchi vennero sconfitti dagli ungheresi.
Nel 1481, il Drăculești Vlad IV Călugărul, fratello di Vlad III di Valacchia e di Radu III cel Frumos, strappò il trono a Basarab IV. Rientrato rapidamente in possesso della corona, Basarab la perse nuovamente quando al fianco di Vlad IV si schierò il potente voivoda di Moldavia Ștefan III cel Mare: venne ucciso durante gli scontri, nella primavera del 1482, forse per una congiura dei boiari.

## Discendenza
Dalla sua sposa di nome Maria, Basarab IV ebbe un unico figlio, Danciu, che nel 1508-1510 tentò di farsi riconoscere sovrano di Valacchia con l'appoggio del Regno d'Ungheria.
Il voivoda Basarab V Neagoe, capostipite della schiatta regale dei Craiovești, si presentò alla nobiltà valacca come figlio illegittimo di Basarab IV per giustificare le sue pretese al trono nel 1512.

## Biografia
- J. Rajman, Encyklopedia średniowiecza, Cracovia, 2006, ISBN 83-7435-263-9, p. 98.
- Constantin C.Giurescu e Dinu C.Giurescu, Istoria Romanilor : volume II (1352-1606), Bucarest, 1976, pp. 197-199.
- J. Demel, Historia Rumunii, Wrocław-Cracovia-Varsavia, 1970, pp. 131–132 e 144.